# ホセ・マヌエル・フエンテ
ホセ・マヌエル・フエンテ・ラバンデラ（José Manuel Fuente Lavandera、1945年9月30日-1996年7月18日）は、スペイン・オビエド出身の元自転車競技選手。

## 経歴
1969年にプロ選手となる。厳しい山岳コースにおいては決まってアタックをかけたという、山岳スペシャリストとして名を馳せた。
1971年、ジロ・デ・イタリアの山岳賞を受賞。
1972年のブエルタ・ア・エスパーニャでは、ミゲル・マリア・ラサ、アウグスティン・タマメスといった山岳巧者を徐々に引き離して総合優勝。同年のジロ・デ・イタリアでは、エディ・メルクスと序盤から激しく競り合った。総合成績はメルクスに次いで2位に終わったものの、山岳賞争いではメルクスを退け、2年連続で同レースの山岳賞を受賞。
1973年、ジロの山岳賞を3年連続で獲得。ツール・ド・フランスでは、総合優勝のルイス・オカーニャの独擅場となったが、アルプスの山岳越えステージではただ一人、オカーニャに食い下がった。また総合でも3位に食い込んだ。またツール・ド・スイスでは総合優勝を果たしている。
1974年のブエルタでは、ポルトガルのジョアキン・アゴスティーニョ、ラサ、オカーニャと終盤まで大激戦を演じたが、第10ステージで総合首位に立って何とかそのまま押し切り、2度目の総合優勝を果たした。ちなみに総合2位のアゴスティーニョとはわずか11秒差だった。またジロでは4年連続の山岳賞を獲得した。
しかしながら、翌1975年以降、腎臓に難を抱えるようになったことから、1976年限りで引退を余儀なくされた。1988年、クラスチームの監督に就任するも、持病の腎臓病が原因でわずか1シーズンで退任。その後まもなくして長い闘病生活を強いられるようになったが、1996年7月18日、50歳でその生涯を閉じた。